# Fosfofillite

## Fosfofillite
La fosfofillite è un minerale e fa parte della famiglia dei fosfati. Il nome deriva dal fatto che la sua scissione provoca delle lamelle, che in greco prendono il nome di "phillon", ossia foglia. È una pietra ricercata per i suoi bei colori che possono andare dal verde al blu. Inoltre è molto fragile e sensibile agli urti.

## Origine e giacitura
Le migliori sono estratte in Bolivia (miniere di Potosi), Germania (Baviera), Zambia, Australia (cava di fosfato di Moculta), Stati Uniti (Maine, Carolina) e Canada (Nuova Scozia).

## Forma in cui si presenta in natura
In natura si presenta sotto forma di fosfato di zinco manganese e ferro:
{\displaystyle {\ce {Zn2(Fe,Mn)[PO4]2 - 4H2O}}}
Si presenta con colorazioni verde, blu o incolore.
La durezza va da 3.0 a 3.5 (simile al quarzo, che ha un valore di 4.0); non riesce a scalfire il vetro. La sua densità va da 3.05 a 3.14